# Coenraad Alexander de Jongh (1803-1873)

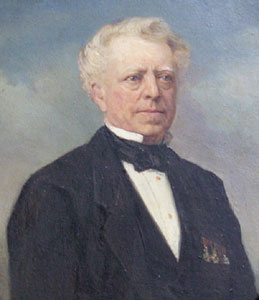
Coenraad Alexander De Jongh na 1863

Coenraad Alexander de Jongh (Rotterdam, 12 januari 1803 – Utrecht, 28 mei 1873 ) was  een Nederlands jurist. Hij was vanaf 1835 werkzaam in Nederlands-Indië met als laatste functie van 1851 tot 1863 vicepresident van het Hoog Gerechtshof te Batavia. Hij was auteur van het Burgerlijk Wetboek voor Nederlands-Indië met aantekeningen van 1857.

## Leven
De Jongh was telg van een vooraanstaande Rotterdamse koopmansfamilie, zoon van Erdwin Adrianus de Jongh (1777-1833), koperhandelaar, raadslid te Rotterdam, lid vergadering van notabelen en Theodoara Jordens (1778-1807). Hij trouwde in 1837 met jonkvrouw Johanna Henriëtte Wilhelmina van Heemskerck (1806-1840), waaruit twee jong overleden kinderen voortkwamen. Hij hertrouwde in 1843 met Augusta Caroline Gehne (1824-1891). Hieruit kwamen zeven volwassen geworden kinderen voort, waarvan vier zonen.

## Loopbaan
De Jongh promoveerde in 1825 te Utrecht in de rechten en vestigde zich in november 1826 te Antwerpen als advocaat, onder andere van “De  Domeinen”. Hij was daar ook luitenant bij de lokale schutterij. 

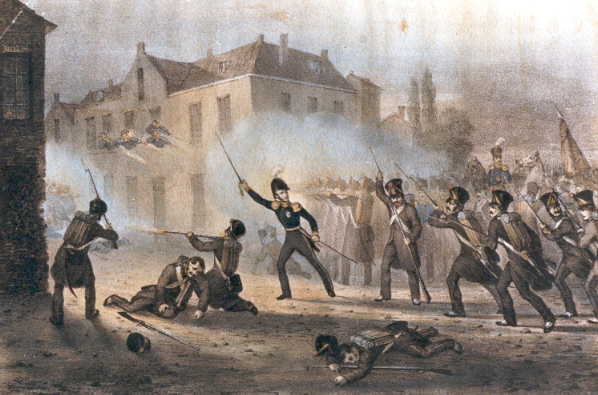
Slag bij Ravels 3 augustus 1831

 Hij keerde vanwege de Belgische onlusten in november 1830 terug naar Rotterdam waar hij ingedeeld werd als luitenant 1ste klas bij het eerste bataljon van de mobiele "Zuid Hollandsche schutterij" en werd toegevoegd bij de staf van de 1ste brigade van de tweede divisie infanterie als ordonnans-stafofficier van kolonel en later generaal-majoor Andries Jan Jacob des Tombe. Als zodanig maakte hij de veldtocht tegen België mee en nam deel aan de Slag bij Ravels en aan die van de IJzerberg bij Leuven, wat hem naast een metalen kruis een Militaire Willemsorde 4de klas opleverde.
Na het overlijden van zijn vader besloot hij naar Nederlands-Indië te gaan. In 1834 legde hij het Groot Ambtenaars Examen af, werd benoemd tot ambtenaar 2de klas en kwam eind februari 1835 in Nederlands-Indië aan in de functie van algemeen bestuursambtenaar. Dat werk beviel hem echter niet en in september 1835 werd hij op zijn herhaaldelijk verzoek benoemd in de rechterlijke macht en wel als provisioneel secretaris/fiscaal bij de Rechtbank van Ommegang, 1ste afdeling, te Batavia. In augustus 1836 volgde een benoeming tot lid van de raad van justitie te Soerabaja en in maart 1837 kreeg hij eenzelfde functie in Batavia. In februari 1838 werd hij benoemd tot omgaand rechter in de Westerafdeling van Batavia en werd ook daar lid van de schutterij. Enkele maanden later werd hij benoemd tot fiscaal bij de raad van justitie en auditeur militair te Semarang. In juni 1839 werd hij ten slotte benoemd tot president van de rechtbank aldaar, een functie die hij 11 jaar vervulde. Hij vervulde veel nevenfuncties, zoals commandant van de lokale schutterij (eerst als majoor en vanaf juni 1842 als luitenant-kolonel) en bestuurslid van het gereformeerde weeshuis. Ook was hij lid en later president van de onderwijscommissie .
In september 1850 wisselde hij op verzoek van de president van de raad van Justitie te Batavia P.C. Ardesch van plaats met hem. Een goed jaar later in december 1851 volgde zijn benoeming tot vicepresident van het Hooggerechtshof van Nederlands-Indië. In die functie was hij in 1852 lid en waarnemend voorzitter van de commissie van strafrecht-revisie, belast met het ontwerpen van een wetboek van strafrecht met als kroon op het werk de uitgave onder zijn naam van een Burgerlijk Wetboek voor Nederlands-Indië Hij werd als erkenning hiervoor benoemd tot ridder in de Orde van de Nederlandse Leeuw. Het plan voor het wetboek bestond al in 1851 toen hij nog president van de raad van justitie was, blijkens een boekaankondiging dat jaar. In de periode 1854-59 was hij ook nog president hoofdcommissie onderwijs en in april 1859 ontving hij het ereteken van 20-jarige dienst bij de schutterij.
Zijn gezondheid begon wat te wensen over te laten. In 1861 was hij al een half jaar met binnenlands ziekteverlof en in maart 1863 vertrok hij, na 28 jaar onafgebroken in Indië geweest te zijn, voor herstel van zijn gezondheid definitief naar Nederland. Hij vestigde zich in Utrecht waar hij zich bij zijn gezin voegde, dat al in 1857 naar Nederland teruggekeerd was, en bestuurslid werd van het Luthers weeshuis en lid van de vereniging tot zedelijke verbetering van gevangenen.